# Ержебет Ошват
Ержебет Ошват (Берегово, сьогодні Україна 1913 — Будапешт, 1991) — угорська поетеса і письменник для молоді. Визнана фігура в дитячій літературі.

## Діяльність
Ержебет Ошват (Opzsébet Opman) народилася 21 березня 1913 року в Берегові. Її батьки (Янка Пунет, Кальман Опман) були вчителями. У 1933 році вона закінчила учительську освіту та закінчила школу в Братиславі. Викладала у Четфолво, Петерфолво та Тисауйлаку. З її чоловіком, письменником, перекладачем, істориком мистецтва та бібліотекарем Шандором Ласло, вони переїхали до Ужгорода в 1942 році, а потім до Будапешта в 1962 році — тоді — разом із двома своїми дітьми Юдіт Шандор та Яношем. Тут вона працювала у відділі дитячих письменників Угорської асоціації письменників, в редакціях журналів Kisdobos та Dörmögő Dömötör. Її вірші та казки безперервно виконувались на радіо та телебаченні, а на кілька віршів склали музику. Померла 20 квітня 1991 року.

## Творчість
- Csivi, csivi, megérkeztünk (Ungvár, 1959)
- Csipkebokor vendéget vár (Ungvár, 1962)
- Fogócska (1966)
- Rigófütty szól (1975)
- Tiktakoló (1981)
- Nyári felhők, csillagok (1984)
- Dúdoló — Füzesi Zsuzsa rajzaival (1989)
- Mókás ábécé — Füzesi Zsuzsa rajzaival (1991)
- Babaóvoda; TKK, Debrecen, 2003
- Osvát Erzsébet összes verse (Tóth Könyvkereskedés, 2004) ISBN 9635961669
- Állatkert; TKK, Debrecen, 2004
- Ribillió. Válogatott gyerekversek; Holnap, Bp., 2012
- Milyen színű? (1969)
  - Kedvenceink, a háziállatok (1970)
  - Évi varázsol (1977)
  - Eszter ezermester (1979)
  - Zsémbes Zsófi ébredése (1974)
  - Az álomszuszék medvebocs (1984)
  - A hét ügyes tapsifüles; Pannon-Literatúra, Kisújszállás, 2014